# Liste der Stolpersteine im Kölner Stadtteil Poll
Die Liste der Stolpersteine im Kölner Stadtteil Poll führt die vom Künstler Gunter Demnig verlegten Stolpersteine im Kölner Stadtteil Poll auf.
Die Liste der Stolpersteine beruht auf den Daten und Recherchen des NS-Dokumentationszentrums der Stadt Köln, zum Teil ergänzt um Informationen und Anmerkungen aus Wikipedia-Artikeln und externen Quellen. Ziel des Kunstprojektes ist es, biografische Details zu den Personen, die ihren (letzten) freiwillig gewählten Wohnsitz in Köln hatten, zu dokumentieren, um damit ihr Andenken zu bewahren.
Anmerkung: Vielfach ist es jedoch nicht mehr möglich, eine lückenlose Darstellung ihres Lebens und ihres Leidensweges nachzuvollziehen. Insbesondere die Umstände ihres Todes können vielfach nicht mehr recherchiert werden. Offizielle Todesfallanzeigen aus den Ghettos, Haft-, Krankenanstalten sowie den Konzentrationslagern können oft Angaben enthalten, die die wahren Umstände des Todes verschleiern, werden aber unter der Beachtung dieses Umstandes mitdokumentiert.
| Bild                                                        | Name sowie Details zur Inschrift | Adresse                          | Zusätzliche Informationen |
| ----------------------------------------------------------- | --- | -------------------------------- | --- |
| Stolperstein für Jetta Abraham (Poller Kirchweg 60–68)      | Hier wohnte Jetta Abraham, geb. Kahn (Jahrgang 1907) Interniert 1942 Fort V Müngersdorf Deportiert 1942 Minsk Ermordet 24. Juli 1942   | Poller Kirchweg 60/68 (Standort) | |
| Stolperstein für Leo Abraham (Poller Kirchweg 60–68)        | Hier wohnte Leo Abraham (Jahrgang 1906) Interniert 1942 Fort V Müngersdorf Deportiert 1942 Minsk Ermordet 24. Juli 1942                | Poller Kirchweg 60/68 (Standort) | |
| Stolperstein für Ruth Abraham (Poller Kirchweg 60–68)       | Hier wohnte Ruth Abraham (Jahrgang 1937) Interniert 1942 Fort V Müngersdorf Deportiert 1942 Minsk Ermordet 24. Juli 1942               | Poller Kirchweg 60/68 (Standort) | |
| Stolperstein für Henriette Berliner (Siegburger Straße 373) | Hier wohnte Henriette Berliner, geb. Stock (Jahrgang 1896) Deportiert 1942 Theresienstadt Auschwitz Für tot erklärt                    | Siegburger Str. 373 (Standort)   | Der Stolperstein erinnert an Henriette Berliner, geboren am 29. Dezember 1886 in Köln-Buchheim. Vor der Zwangsumsiedlung ins Fort V in Müngersdorf lebte Henriette Berliner mit ihrer Familie in Köln-Poll. Ihre Tochter Edith konnte emigrieren. Sie wurde gemeinsam mit ihrem Mann, Hermann Berliner am 15. Juni 1942 mit dem ersten Kölner Transport (III/1 Nr. 242) ins Ghetto Theresienstadt deportiert. Von hier wurde sie am 9. Oktober 1944 mit dem Transport Ep (Nr. 362) nach Auschwitz deportiert, wo sie nach Aussage der Tochter 1945 in der Gaskammer ermordet wurde. |
| Stolperstein für Hermann Berliner (Siegburger Straße 373)   | Hier wohnte Hermann Berliner (Jahrgang 1873) Deportiert 1942 Theresienstadt Für tot erklärt                                            | Siegburger Str. 373 (Standort)   | Der Stolperstein erinnert an Hermann Berliner, geboren am 28. August 1875 in Bornheim. Der Handelsvertreter Hermann Berliner lebte vor seiner Internierung im Fort V in Müngersdorf in Poll, Siegburger Straße 373. Er wurde gemeinsam mit seiner Frau, Henriette Berliner am 15. Juni 1942 mit dem ersten Kölner Transport (III/1 Nr. 241) ins Ghetto Theresienstadt deportiert, wo er am 21. Juni 1944 verstarb. |
| Stolperstein für Albert Bier (Salmstraße 79)                | Hier wohnte Albert Bier (Jahrgang 1882) Interniert 1942 Lager Niederbardenberg Deportiert 1942 Minsk Ermordet 24. Juli 1942            | Salmstr. 79 (Standort)           | |
| Stolperstein für Selma Bier (Salmstraße 79)                 | Hier wohnte Selma Bier, geb. Zivey (Jahrgang 1883) Interniert 1942 Lager Niederbardenberg Deportiert 1942 Minsk Ermordet 24. Juli 1942 | Salmstr. 79 (Standort)           | |
| Stolperstein für Adolf Marx (Salmstraße 91)                 | Hier wohnte Adolf Marx (Jahrgang 1888) Deportiert 1941 Łódź Ermordet 23. Juni 1942                                                     | Salmstr. 91 (Standort)           | |
| Stolperstein für Hilde Marx (Salmstraße 91)                 | Hier wohnte Hilde Marx, geb. Kahn (Jahrgang 1888) Deportiert 1941 Łódź Ermordet 23. Juni 1942                                          | Salmstr. 91 (Standort)           | |
| Stolperstein für Ilse Marx (Salmstraße 91)                  | Hier wohnte Ilse Marx (Jahrgang 1930) Deportiert 1941 Łódź Ermordet 23. Juni 1942                                                      | Salmstr. 91 (Standort)           | |
| Stolperstein für Johanna Marx (Siegburger Straße 378)       | Hier wohnte Johanna Marx, geb. Israel (Jahrgang 1860) Deportiert 1941 Theresienstadt Ermordet 4. Februar 1942                          | Siegburger Str. 378 (Standort)   | |
| Stolperstein für Jean Mattlener (Siegburger Straße 300)     | Hier wohnte Jean Mattlener Ermordet am 1. April 1945 Im KZ Sachsenhausen                                                               | Siegburger Str. 300 (Standort)   | Politisch Verfolgter |
| Stolperstein für Hilde Scheye (Siegburger Straße 378)       | Hier wohnte Hilde Scheye (Jahrgang 1928) Deportiert 1941 Łódź Für tot erklärt                                                          | Siegburger Str. 378 (Standort)   | Nach neueren Informationen, welche zum Zeitpunkt der Stolpersteinverlegung nicht bekannt waren, wurde Hilde Scheye im Mai 1942 von Litzmannstadt (Łódź) nach Kulmhof deportiert und dort ermordet. |
| Stolperstein für Julius Scheye (Siegburger Straße 378)      | Hier wohnte Julius Scheye (Jahrgang 1896) Deportiert 1941 Łódź Für tot erklärt                                                         | Siegburger Str. 378 (Standort)   | Nach neueren Informationen, welche zum Zeitpunkt der Stolpersteinverlegung nicht bekannt waren, wurde Julius Scheye im Mai 1942 von Litzmannstadt (Łódź) nach Kulmhof deportiert und dort ermordet. |
| Stolperstein für Kurt Scheye (Siegburger Straße 378)        | Hier wohnte Kurt Scheye (Jahrgang 1927) Deportiert 1941 Łódź Für tot erklärt                                                           | Siegburger Str. 378 (Standort)   | Nach neueren Informationen, welche zum Zeitpunkt der Stolpersteinverlegung nicht bekannt waren, wurde Kurt Scheye im Mai 1942 von Litzmannstadt (Łódź) nach Kulmhof deportiert und dort ermordet. |
| Stolperstein für Ruth Eva Scheye (Siegburger Straße 378)    | Hier wohnte Ruth Eva Scheye (Jahrgang 1935) Deportiert 1941 Łódź Für tot erklärt                                                       | Siegburger Str. 378 (Standort)   | Nach neueren Informationen, welche zum Zeitpunkt der Stolpersteinverlegung nicht bekannt waren, wurde Ruth Eva Scheye im Mai 1942 von Litzmannstadt (Łódź) nach Kulmhof deportiert und dort ermordet. |
| Stolperstein für Selma Scheye (Siegburger Straße 378)       | Hier wohnte Selma Scheye, geb. Marx (Jahrgang 1896) Deportiert 1941 Łódź Für tot erklärt                                               | Siegburger Str. 378 (Standort)   | Nach neueren Informationen, welche zum Zeitpunkt der Stolpersteinverlegung nicht bekannt waren, wurde Selma Scheye im Mai 1942 von Litzmannstadt (Łódź) nach Kulmhof deportiert und dort ermordet. |

## Quelle
- NS-Dokumentationszentrum - Stolpersteine | Erinnerungsmale für die Opfer des Nationalsozialismus (Stadtteilliste Poll I)
- NS-Dokumentationszentrum - Stolpersteine | Erinnerungsmale für die Opfer des Nationalsozialismus (Stadtteilliste Poll II)